# Gara Strehaia
Gara Strehaia este o gară care deservește orașul Strehaia, județul Mehedinți, România.